# فيرتيو تي
فيرتيو Ti (بالإنجليزية: Vertu Ti)‏ هو هاتف ذكي يعمل بنظام أندرويد، تم طرحه في الأسواق في 14 فبراير 2013.

## الخصائص
- نظام التشغيل: أندرويد
- الكاميرا الأمامية: 1.3 ميجابكسل
- الكاميرا الخلفية: 8 ميجابكسل
- المعالج: 1.7 جيجا هرتز ثنائي النواة
- الذاكرة: 1 جيجابايت رام
- التخزين: 64 جيجابايت ذاكرة وميضية

## وصلات خارجية
- الموقع الإلكتروني